# Uriel Trocki
Uriel Trocki (nacido el 28 de noviembre de 1996 en Uruguay) es un jugador de baloncesto uruguayo-israelí que pertenece a la plantilla del Hapoel Kfar Qasem de la Liga Leumit israelí. Con 2,01 metros de estatura, juega en la posición de ala-pívot. Es internacional con la Selección de baloncesto de Uruguay.

## Trayectoria deportiva
A sus trece años Uriel emigró con su familia a Israel para residir en Knar Safa, una ciudad próxima a Tel Aviv. Uriel se formaría en las categorías inferiores del Hapoel Knar Safa hasta llegar a debutar con el primer equipo en la Liga Leumit, donde estuvo tres temporadas antes de llegar en 2018 al Maccabi Ra'anana, también de la segunda máxima competición israelí.
Durante la temporada 2018-19 en las filas del Maccabi Ra'anana disputa 32 partidos, con una media de 15 minutos.
Durante la temporada 2019-20, en su segunda temporada en el Maccabi Ra'anana, disputa 22 partidos de la Liga Nacional de Israel en la que promedió 10.4 puntos, 6.5 rebotes y 1.6 asistencias por encuentro.
El 8 de junio de 2020, firma por el Hapoel Holon de la Ligat ha'Al israelí, hasta el final de la temporada para terminar la competición después del parón por la pandemia Covid 19.
El 7 de agosto de 2020, renueva por tres temporadas con el Hapoel Holon de la Ligat ha'Al israelí.
El 1 de enero de 2021, firma por el Ironi Nes Ziona B.C. de la Ligat ha'Al israelí.
En la temporada 2021-22, firma por el Ironi Ramat Gan de la National League, la segunda división del baloncesto israelí.

## Internacional

### Uruguay
Es internacional con la selección de baloncesto de Uruguay, con la que disputó en 2019 los Juegos Panamericanos de Lima.

### Israel
Trocki hizo su debut con la selección de baloncesto 3x3 de Israel en el torneo de clasificación a la Copa Mundial de Baloncesto 3x3 de 2023.